# Franz Gläser
Franz Gläser (Ober-Georgenthal, Bohèmia, 19 d'abril de 1798 - Copenhaguen, Dinamarca, 29 d'agost de 1861) fou un compositor bohemi-danès. El seu fill Joseph August Gläser (1835-1891) també fou un bon compositor. Estudià al Conservatori de Praga i després passà a dirigir l'orquestra del teatre Josephstadt i d'altres teatres de Viena; també desenvolupà les mateixes funcions a Berlín. Més tard fou cridat a Copenhaguen per assumir la direcció de la capella de la cort, i el 1842 se l'anomenà director del Conservatori d'aquesta capital. Va compondre més de 120 operetes i peces burlesques. Les seves òperes Des Adlers Horst (182) i Ratten faenger aus Hameln estrenades a Berlín, li donaren fama europea. Entre les altres produccions escèniques cal citar:
- Zrini
- Peter Stiglitz
- Aurora
- Das Auge des Teufels
- Die Brautschau aus Kronstein
- Andrea
- Das Koenigretsch der Weiber, etc.

A Copenhaguen va compondre:
- La Creació (1843)
- Les noces en el llac de Como (1849)
- L'Ondina (1853)
- El cigne daurat (1854)

Cantates, obertures, un final per la Claudina de Goethe, etc.